# القطن البكيرة (طور الباحة)

تعديل مصدري - تعديل

القطن البكيرة هي إحدى قرى عزلة طور الباحة بمديرية طور الباحة التابعة لمحافظة لحج، بلغ تعداد سكانها 105 نسمة حسب تعداد اليمن لعام 2004.